# Vuelta a Castilla y León 2019
La 34.ª edición de la Vuelta a Castilla y León fue una carrera de ciclismo en ruta por etapas que se celebró entre el 25 y el 27 de abril de 2019 con inicio en la ciudad de Belorado y final en la ciudad de Villafranca del Bierzo en España. El recorrido constó de un total de 3 etapas sobre una distancia total de 503,1 km.
La carrera hizo parte del circuito UCI Europe Tour 2019 dentro de la categoría 2.1. El vencedor final fue el italiano Davide Cimolai del Israel Cycling Academy seguido del canadiense Guillaume Boivin, también del ICA, y el francés Jérôme Cousin del Total Direct Énergie.

## Equipos participantes
Tomaron la partida un total de 18 equipos, de los cuales 1 es de categoría UCI WorldTeam, 8 Profesional Continental y 9 Continental, quienes conformaron un pelotón de 120 ciclistas de los cuales terminaron 84. Los equipos participantes fueron:
| WorldTeam- Movistar Team Equipos continentales profesionales (8)- Israel Cycling Academy - Caja Rural-Seguros RGA - Burgos-BH - Euskadi Basque Country-Murias - Manzana Postobón - Delko-Marseille Provence - W52-FC Porto - Total Direct Énergie Equipos continentales (9)- Fundación Euskadi - Kometa - Matrix Powertag - Efapel - Sporting-Tavira - Miranda-Mortágua - Ludofoods Louletano Aviludo - Vito-Feirense-BlackJack - Lokosphinx |
| |

## Etapas
| Etapa     | Fecha     | Recorrido                     | type                   | Distancia (km) | Ganador        | Líder          |
| --------- | --------- | ----------------------------- | ---------------------- | -------------- | -------------- | -------------- |
| 1.ª etapa | 25 de abr | Belorado – Castrojeriz        | etapa de media montaña | 181            | Davide Cimolai | Davide Cimolai |
| 2.ª etapa | 26 de abr | Frómista – Villada            | etapa escarpada        | 170,3          | Davide Cimolai | Davide Cimolai |
| 3.ª etapa | 27 de abr | León – Villafranca del Bierzo | etapa de media montaña | 151,8          | Enrique Sanz   | Davide Cimolai |

## Desarrollo de la carrera

### 1.ª etapa
| Belorado - Castrojeriz | etapa de media montaña | (181 km) |

| \| Clasificación de la etapa \| Clasificación de la etapa \| Clasificación de la etapa \| Clasificación de la etapa \| Clasificación de la etapa \| \| Ciclista \| Ciclista \| Equipo \| Tiempo \| \| \| ------------------------- \| ------------------------- \| ----------------------------- \| ------------------------- \| ------------------------- \| \| 1.º \| Davide Cimolai \| Israel Cycling Academy \| 5 h 00 min 08 s \| \| \| 2.º \| Enrique Sanz \| Euskadi Basque Country-Murias \| + 0 s \| \| \| 3.º \| Jérôme Cousin \| Total Direct Énergie \| + 0 s \| \| \| 4.º \| Jonathan Lastra \| Caja Rural-Seguros RGA \| + 0 s \| \| \| 5.º \| Carlos Barbero \| Movistar Team \| + 0 s \| \| \| 6.º \| Nélson Filippe Oliveira \| Movistar Team \| + 1 s \| \| \| 7.º \| Héctor Sáez Benito \| Euskadi Basque Country-Murias \| + 1 s \| \| \| 8.º \| Guillaume Boivin \| Israel Cycling Academy \| + 1 s \| \| \| 9.º \| Eduard Prades \| Movistar Team \| + 4 s \| \| \| 10.º \| Daniele Bennati \| Movistar Team \| + 4 s \| \| |                         |                               |                 |
| |                         |                               |                 |
| Fuente: ProCyclingStats |                         |                               |                 |
| Clasificación de la etapa |                         |                               |                 |
| Ciclista | Ciclista                | Equipo                        | Tiempo          |
| 1.º | Davide Cimolai          | Israel Cycling Academy        | 5 h 00 min 08 s |
| 2.º | Enrique Sanz            | Euskadi Basque Country-Murias | + 0 s           |
| 3.º | Jérôme Cousin           | Total Direct Énergie          | + 0 s           |
| 4.º | Jonathan Lastra         | Caja Rural-Seguros RGA        | + 0 s           |
| 5.º | Carlos Barbero          | Movistar Team                 | + 0 s           |
| 6.º | Nélson Filippe Oliveira | Movistar Team                 | + 1 s           |
| 7.º | Héctor Sáez Benito      | Euskadi Basque Country-Murias | + 1 s           |
| 8.º | Guillaume Boivin        | Israel Cycling Academy        | + 1 s           |
| 9.º | Eduard Prades           | Movistar Team                 | + 4 s           |
| 10.º | Daniele Bennati         | Movistar Team                 | + 4 s           |

| \| Clasificación general \| Clasificación general \| Clasificación general \| Clasificación general \| Clasificación general \| \| Ciclista \| Ciclista \| Equipo \| Tiempo \| \| \| --------------------- \| ----------------------- \| ----------------------------- \| --------------------- \| --------------------- \| \| 1.º \| Davide Cimolai \| Israel Cycling Academy \| 4 h 59 min 58 s \| \| \| 2.º \| Enrique Sanz \| Euskadi Basque Country-Murias \| + 4 s \| \| \| 3.º \| Jérôme Cousin \| Total Direct Énergie \| + 6 s \| \| \| 4.º \| Jonathan Lastra \| Caja Rural-Seguros RGA \| + 10 s \| \| \| 5.º \| Nélson Filippe Oliveira \| Movistar Team \| + 11 s \| \| \| 6.º \| Héctor Sáez Benito \| Euskadi Basque Country-Murias \| + 11 s \| \| \| 7.º \| Guillaume Boivin \| Israel Cycling Academy \| + 11 s \| \| \| 8.º \| Daniele Bennati \| Movistar Team \| + 12 s \| \| \| 9.º \| Eduard Prades \| Movistar Team \| + 13 s \| \| \| 10.º \| Carlos Barbero \| Movistar Team \| + 37 s \| \| |                         |                               |                 |
| |                         |                               |                 |
| Fuente: ProCyclingStats |                         |                               |                 |
| Clasificación general |                         |                               |                 |
| Ciclista | Ciclista                | Equipo                        | Tiempo          |
| 1.º | Davide Cimolai          | Israel Cycling Academy        | 4 h 59 min 58 s |
| 2.º | Enrique Sanz            | Euskadi Basque Country-Murias | + 4 s           |
| 3.º | Jérôme Cousin           | Total Direct Énergie          | + 6 s           |
| 4.º | Jonathan Lastra         | Caja Rural-Seguros RGA        | + 10 s          |
| 5.º | Nélson Filippe Oliveira | Movistar Team                 | + 11 s          |
| 6.º | Héctor Sáez Benito      | Euskadi Basque Country-Murias | + 11 s          |
| 7.º | Guillaume Boivin        | Israel Cycling Academy        | + 11 s          |
| 8.º | Daniele Bennati         | Movistar Team                 | + 12 s          |
| 9.º | Eduard Prades           | Movistar Team                 | + 13 s          |
| 10.º | Carlos Barbero          | Movistar Team                 | + 37 s          |

### 2.ª etapa
| Frómista - Villada | etapa escarpada | (170,3 km) |

| \| Clasificación de la etapa \| Clasificación de la etapa \| Clasificación de la etapa \| Clasificación de la etapa \| Clasificación de la etapa \| \| Ciclista \| Ciclista \| Equipo \| Tiempo \| \| \| ------------------------- \| ------------------------- \| ----------------------------- \| ------------------------- \| ------------------------- \| \| 1.º \| Davide Cimolai \| Israel Cycling Academy \| 4 h 08 min 13 s \| \| \| 2.º \| Daniele Bennati \| Movistar Team \| + 0 s \| \| \| 3.º \| Guillaume Boivin \| Israel Cycling Academy \| + 0 s \| \| \| 4.º \| Stefano Oldani \| Kometa \| + 0 s \| \| \| 5.º \| Nélson Filippe Oliveira \| Movistar Team \| + 0 s \| \| \| 6.º \| Diego Rubio \| Burgos-BH \| + 0 s \| \| \| 7.º \| Héctor Sáez Benito \| Euskadi Basque Country-Murias \| + 0 s \| \| \| 8.º \| Jonathan Lastra \| Caja Rural-Seguros RGA \| + 0 s \| \| \| 9.º \| Mihkel Räim \| Israel Cycling Academy \| + 25 s \| \| \| 10.º \| Jordan Parra \| Manzana Postobón \| + 37 s \| \| |                         |                               |                 |
| |                         |                               |                 |
| Fuente: ProCyclingStats |                         |                               |                 |
| Clasificación de la etapa |                         |                               |                 |
| Ciclista | Ciclista                | Equipo                        | Tiempo          |
| 1.º | Davide Cimolai          | Israel Cycling Academy        | 4 h 08 min 13 s |
| 2.º | Daniele Bennati         | Movistar Team                 | + 0 s           |
| 3.º | Guillaume Boivin        | Israel Cycling Academy        | + 0 s           |
| 4.º | Stefano Oldani          | Kometa                        | + 0 s           |
| 5.º | Nélson Filippe Oliveira | Movistar Team                 | + 0 s           |
| 6.º | Diego Rubio             | Burgos-BH                     | + 0 s           |
| 7.º | Héctor Sáez Benito      | Euskadi Basque Country-Murias | + 0 s           |
| 8.º | Jonathan Lastra         | Caja Rural-Seguros RGA        | + 0 s           |
| 9.º | Mihkel Räim             | Israel Cycling Academy        | + 25 s          |
| 10.º | Jordan Parra            | Manzana Postobón              | + 37 s          |

| \| Clasificación general \| Clasificación general \| Clasificación general \| Clasificación general \| Clasificación general \| \| Ciclista \| Ciclista \| Equipo \| Tiempo \| \| \| --------------------- \| ----------------------- \| ----------------------------- \| --------------------- \| --------------------- \| \| 1.º \| Davide Cimolai \| Israel Cycling Academy \| 9 h 08 min 01 s \| \| \| 2.º \| Guillaume Boivin \| Israel Cycling Academy \| + 15 s \| \| \| 3.º \| Jérôme Cousin \| Total Direct Énergie \| + 16 s \| \| \| 4.º \| Daniele Bennati \| Movistar Team \| + 18 s \| \| \| 5.º \| Jonathan Lastra \| Caja Rural-Seguros RGA \| + 20 s \| \| \| 6.º \| Nélson Filippe Oliveira \| Movistar Team \| + 21 s \| \| \| 7.º \| Héctor Sáez Benito \| Euskadi Basque Country-Murias \| + 21 s \| \| \| 8.º \| Enrique Sanz \| Euskadi Basque Country-Murias \| + 1 min 08 s \| \| \| 9.º \| Carlos Barbero \| Movistar Team \| + 1 min 11 s \| \| \| 10.º \| Eduard Prades \| Movistar Team \| + 1 min 17 s \| \| |                         |                               |                 |
| |                         |                               |                 |
| Fuente: ProCyclingStats |                         |                               |                 |
| Clasificación general |                         |                               |                 |
| Ciclista | Ciclista                | Equipo                        | Tiempo          |
| 1.º | Davide Cimolai          | Israel Cycling Academy        | 9 h 08 min 01 s |
| 2.º | Guillaume Boivin        | Israel Cycling Academy        | + 15 s          |
| 3.º | Jérôme Cousin           | Total Direct Énergie          | + 16 s          |
| 4.º | Daniele Bennati         | Movistar Team                 | + 18 s          |
| 5.º | Jonathan Lastra         | Caja Rural-Seguros RGA        | + 20 s          |
| 6.º | Nélson Filippe Oliveira | Movistar Team                 | + 21 s          |
| 7.º | Héctor Sáez Benito      | Euskadi Basque Country-Murias | + 21 s          |
| 8.º | Enrique Sanz            | Euskadi Basque Country-Murias | + 1 min 08 s    |
| 9.º | Carlos Barbero          | Movistar Team                 | + 1 min 11 s    |
| 10.º | Eduard Prades           | Movistar Team                 | + 1 min 17 s    |

### 3.ª etapa
| León - Villafranca del Bierzo | etapa de media montaña | (151,8 km) |

| \| Clasificación de la etapa \| Clasificación de la etapa \| Clasificación de la etapa \| Clasificación de la etapa \| Clasificación de la etapa \| \| Ciclista \| Ciclista \| Equipo \| Tiempo \| \| \| ------------------------- \| ------------------------- \| ----------------------------- \| ------------------------- \| ------------------------- \| \| 1.º \| Enrique Sanz \| Euskadi Basque Country-Murias \| 3 h 54 min 17 s \| \| \| 2.º \| João Matias \| Vito-Feirense-Pnb \| + 0 s \| \| \| 3.º \| Jordan Parra \| Manzana Postobón \| + 0 s \| \| \| 4.º \| Jon Aberasturi \| Caja Rural-Seguros RGA \| + 0 s \| \| \| 5.º \| Stefano Oldani \| Kometa \| + 0 s \| \| \| 6.º \| Óscar Pelegrí \| Vito-Feirense-Pnb \| + 0 s \| \| \| 7.º \| Jesús Ezquerra \| Burgos-BH \| + 0 s \| \| \| 8.º \| Davide Cimolai \| Israel Cycling Academy \| + 0 s \| \| \| 9.º \| Nélson Filippe Oliveira \| Movistar Team \| + 0 s \| \| \| 10.º \| Mario González Salas \| Euskadi Basque Country-Murias \| + 0 s \| \| |                         |                               |                 |
| |                         |                               |                 |
| Fuente: ProCyclingStats |                         |                               |                 |
| Clasificación de la etapa |                         |                               |                 |
| Ciclista | Ciclista                | Equipo                        | Tiempo          |
| 1.º | Enrique Sanz            | Euskadi Basque Country-Murias | 3 h 54 min 17 s |
| 2.º | João Matias             | Vito-Feirense-Pnb             | + 0 s           |
| 3.º | Jordan Parra            | Manzana Postobón              | + 0 s           |
| 4.º | Jon Aberasturi          | Caja Rural-Seguros RGA        | + 0 s           |
| 5.º | Stefano Oldani          | Kometa                        | + 0 s           |
| 6.º | Óscar Pelegrí           | Vito-Feirense-Pnb             | + 0 s           |
| 7.º | Jesús Ezquerra          | Burgos-BH                     | + 0 s           |
| 8.º | Davide Cimolai          | Israel Cycling Academy        | + 0 s           |
| 9.º | Nélson Filippe Oliveira | Movistar Team                 | + 0 s           |
| 10.º | Mario González Salas    | Euskadi Basque Country-Murias | + 0 s           |

## Clasificaciones finales
- Las clasificaciones finalizaron de la siguiente forma:[1]

### Clasificación general
| \| Clasificación general \| Clasificación general \| Clasificación general \| Clasificación general \| Clasificación general \| \| Ciclista \| Ciclista \| Equipo \| Tiempo \| \| \| --------------------- \| ----------------------- \| ----------------------------- \| --------------------- \| --------------------- \| \| 1.º \| Davide Cimolai \| Israel Cycling Academy \| 13 h 02 min 18 s \| \| \| 2.º \| Guillaume Boivin \| Israel Cycling Academy \| + 15 s \| \| \| 3.º \| Jérôme Cousin \| Total Direct Énergie \| + 16 s \| \| \| 4.º \| Daniele Bennati \| Movistar Team \| + 17 s \| \| \| 5.º \| Jonathan Lastra \| Caja Rural-Seguros RGA \| + 20 s \| \| \| 6.º \| Nélson Filippe Oliveira \| Movistar Team \| + 21 s \| \| \| 7.º \| Héctor Sáez Benito \| Euskadi Basque Country-Murias \| + 21 s \| \| \| 8.º \| Enrique Sanz \| Euskadi Basque Country-Murias \| + 56 s \| \| \| 9.º \| Carlos Barbero \| Movistar Team \| + 1 min 11 s \| \| \| 10.º \| Eduard Prades \| Movistar Team \| + 1 min 17 s \| \| |                         |                               |                  |
| |                         |                               |                  |
| Fuente: ProCyclingStats |                         |                               |                  |
| Clasificación general |                         |                               |                  |
| Ciclista | Ciclista                | Equipo                        | Tiempo           |
| 1.º | Davide Cimolai          | Israel Cycling Academy        | 13 h 02 min 18 s |
| 2.º | Guillaume Boivin        | Israel Cycling Academy        | + 15 s           |
| 3.º | Jérôme Cousin           | Total Direct Énergie          | + 16 s           |
| 4.º | Daniele Bennati         | Movistar Team                 | + 17 s           |
| 5.º | Jonathan Lastra         | Caja Rural-Seguros RGA        | + 20 s           |
| 6.º | Nélson Filippe Oliveira | Movistar Team                 | + 21 s           |
| 7.º | Héctor Sáez Benito      | Euskadi Basque Country-Murias | + 21 s           |
| 8.º | Enrique Sanz            | Euskadi Basque Country-Murias | + 56 s           |
| 9.º | Carlos Barbero          | Movistar Team                 | + 1 min 11 s     |
| 10.º | Eduard Prades           | Movistar Team                 | + 1 min 17 s     |

### Clasificación por puntos
| Clasificación por puntos | Clasificación por puntos | Clasificación por puntos      | Clasificación por puntos | Clasificación por puntos |
| Ciclista                 | Ciclista                 | Equipo                        | Puntos                   |                          |
| ------------------------ | ------------------------ | ----------------------------- | ------------------------ | ------------------------ |
| 1.º                      | Davide Cimolai           | Israel Cycling Academy        | 58 pts                   |                          |
| 2.º                      | Enrique Sanz             | Euskadi Basque Country-Murias | 45 pts                   |                          |
| 3.º                      | Nélson Filippe Oliveira  | Movistar Team                 | 27 pts                   |                          |
| 4.º                      | Stefano Oldani           | Kometa                        | 27 pts                   |                          |
| 5.º                      | Jordan Parra             | Manzana Postobón              | 25 pts                   |                          |
| 6.º                      | João Matias              | Vito-Feirense-Pnb             | 24 pts                   |                          |
| 7.º                      | Guillaume Boivin         | Israel Cycling Academy        | 22 pts                   |                          |
| 8.º                      | Daniele Bennati          | Movistar Team                 | 22 pts                   |                          |
| 9.º                      | Jonathan Lastra          | Caja Rural-Seguros RGA        | 21 pts                   |                          |
| 10.º                     | Héctor Sáez Benito       | Euskadi Basque Country-Murias | 17 pts                   |                          |

### Clasificación de la montaña
| Clasificación de la montaña | Clasificación de la montaña | Clasificación de la montaña   | Clasificación de la montaña | Clasificación de la montaña |
| Ciclista                    | Ciclista                    | Equipo                        | Puntos                      |                             |
| --------------------------- | --------------------------- | ----------------------------- | --------------------------- | --------------------------- |
| 1.º                         | Bruno Silva                 | Efapel                        | 14 pts                      |                             |
| 2.º                         | Jaume Sureda                | Burgos-BH                     | 14 pts                      |                             |
| 3.º                         | Álvaro Trueba               | Sporting-Tavira               | 10 pts                      |                             |
| 4.º                         | Rafael Silva                | Efapel                        | 6 pts                       |                             |
| 5.º                         | Paco Mancebo                | Matrix Powertag               | 6 pts                       |                             |
| 6.º                         | Omar Mendoza                | Manzana Postobón              | 5 pts                       |                             |
| 7.º                         | Antonio Angulo              | Efapel                        | 4 pts                       |                             |
| 8.º                         | Ángel Madrazo               | Burgos-BH                     | 4 pts                       |                             |
| 9.º                         | Mario González Salas        | Euskadi Basque Country-Murias | 3 pts                       |                             |
| 10.º                        | Nélson Filippe Oliveira     | Movistar Team                 | 2 pts                       |                             |

### Clasificación de las metas volantes
| Clasificación de las metas volantes | Clasificación de las metas volantes | Clasificación de las metas volantes | Clasificación de las metas volantes | Clasificación de las metas volantes |
| Ciclista                            | Ciclista                            | Equipo                              | Puntos                              |                                     |
| ----------------------------------- | ----------------------------------- | ----------------------------------- | ----------------------------------- | ----------------------------------- |
| 1.º                                 | Guillaume Boivin                    | Israel Cycling Academy              | 6 pts                               |                                     |
| 2.º                                 | Carlos Barbero                      | Movistar Team                       | 3 pts                               |                                     |
| 3.º                                 | Antonio Angulo                      | Efapel                              | 3 pts                               |                                     |
| 4.º                                 | Jaume Sureda                        | Burgos-BH                           | 3 pts                               |                                     |
| 5.º                                 | Jon Aberasturi                      | Caja Rural-Seguros RGA              | 3 pts                               |                                     |
| 6.º                                 | Daniele Bennati                     | Movistar Team                       | 3 pts                               |                                     |
| 7.º                                 | Jesús Ezquerra                      | Burgos-BH                           | 3 pts                               |                                     |
| 8.º                                 | Enrique Sanz                        | Euskadi Basque Country-Murias       | 2 pts                               |                                     |
| 9.º                                 | Álvaro Trueba                       | Sporting-Tavira                     | 2 pts                               |                                     |
| 10.º                                | Marcos Jurado                       | Efapel                              | 2 pts                               |                                     |

### Clasificación por equipos
| Clasificación por equipos | Clasificación por equipos     | Clasificación por equipos | Clasificación por equipos |
| Equipo                    | Equipo                        | Tiempo                    |                           |
| ------------------------- | ----------------------------- | ------------------------- | ------------------------- |
| 1.º                       | Movistar Team                 | 39 h 08 min 53 s          |                           |
| 2.º                       | Israel Cycling Academy        | + 42 s                    |                           |
| 3.º                       | Euskadi Basque Country-Murias | + 1 min 48 s              |                           |
| 4.º                       | Kometa                        | + 4 min 34 s              |                           |
| 5.º                       | Burgos-BH                     | + 4 min 59 s              |                           |
| 6.º                       | Delko-Marseille Provence      | + 5 min 36 s              |                           |
| 7.º                       | Vito-Feirense-BlackJack       | + 7 min 23 s              |                           |
| 8.º                       | Manzana Postobón              | + 9 min 22 s              |                           |
| 9.º                       | Sporting-Tavira               | + 10 min 24 s             |                           |
| 10.º                      | Total Direct Énergie          | + 11 min 41 s             |                           |

## Evolución de las clasificaciones
| Etapa                   | Vencedor                | Clasificación general | Clasificación por puntos | Clasificación de la montaña | Clasificación de las metas volantes | Clasificación por equipos |
| ----------------------- | ----------------------- | --------------------- | ------------------------ | --------------------------- | ----------------------------------- | ------------------------- |
| 1.ª                     | Davide Cimolai          | Davide Cimolai        | Davide Cimolai           | Bruno Silva                 | Carlos Barbero                      | Movistar                  |
| 2.ª                     | Davide Cimolai          | Davide Cimolai        | Davide Cimolai           | Bruno Silva                 | Guillaume Boivin                    | Movistar                  |
| 3.ª                     | Enrique Sanz            | Davide Cimolai        | Davide Cimolai           | Bruno Silva                 | Guillaume Boivin                    | Movistar                  |
| Clasificaciones finales | Clasificaciones finales | Davide Cimolai        | Davide Cimolai           | Bruno Silva                 | Guillaume Boivin                    | Movistar                  |

## UCI World Ranking
La Vuelta a Castilla y León otorgó puntos para el UCI World Ranking para corredores de los equipos en las categorías UCI WorldTeam, Profesional Continental y Equipos Continentales. Las siguientes tablas muestran el baremo de puntuación y los 10 corredores que obtuvieron más puntos:
| Posición              | 1.º | 2.º | 3.º | 4.º | 5.º | 6.º | 7.º | 8.º | 9.º | 10.º | 11.º | 12.º | 13.º-15.º | 16.º-25.º |
| Clasificación general | 125 | 85  | 70  | 60  | 50  | 40  | 35  | 30  | 25  | 20   | 15   | 10   | 5         | 3         |
| Por etapa             | 14  | 5   | 3   |     |     |     |     |     |     |      |      |      |           |           |
| Líder                 | 3   |     |     |     |     |     |     |     |     |      |      |      |           |           |

| Clasificación |                  |                               |         |       |       |       |
| Posición      | Ciclista         | Equipo                        | General | Etapa | Líder | Total |
| ------------- | ---------------- | ----------------------------- | ------- | ----- | ----- | ----- |
| 1.º           | Davide Cimolai   | Israel Cycling Academy        | 125     | 28    | 6     | 159   |
| 2.º           | Guillaume Boivin | Israel Cycling Academy        | 85      | -     | -     | 85    |
| 3.º           | Jérôme Cousin    | Total Direct Énergie          | 70      | 3     | -     | 73    |
| 4.º           | Daniele Bennati  | Movistar                      | 60      | 3     | -     | 63    |
| 5.º           | Jonathan Lastra  | Caja Rural-Seguros RGA        | 50      | -     | -     | 50    |
| 6.º           | Enrique Sanz     | Euskadi Basque Country-Murias | 30      | 19    | -     | 49    |
| 7.º           | Nélson Oliveira  | Movistar                      | 40      | -     | -     | 40    |
| 8.º           | Héctor Sáez      | Euskadi Basque Country-Murias | 35      | -     | -     | 35    |
| 9.º           | Carlos Barbero   | Movistar                      | 25      | -     | -     | 25    |
| 10.º          | Eduard Prades    | Movistar                      | 20      | -     | -     | 20    |